# Living Colour
Living Colour (im Cover-Artwork teilweise auch Living Coloür geschrieben) ist eine Alternative-Metal-Band, die 1984 in New York gegründet wurde. Sie hatte ihren Karrierehöhepunkt Ende der 1980er/Anfang der 1990er Jahre und gilt als einer der Vorreiter des Crossovers und des Funk Metals. Nach einer Unterbrechung von 1995 bis 2002 ist die Band auch heute noch aktiv. Der für die Los Angeles Times schreibende Musikkritiker Robert Hilburn zählt Living Colour zu den 20 wichtigsten Bands.

## Bandgeschichte

### Anfänge
Living Colour wurde 1985 vom Gitarristen Vernon Reid gegründet, der sich bereits in der progressiven Jazz- und Postpunk-Szene von New York einen Namen mit Decoding Society gemacht hatte. Bereits 1983 hatte er ein Projekt mit Greg Carter und Bassist Alex Mosel gegründet, das namenlos blieb und dessen Besetzung zunächst häufig wechselte. Mit Muzz Skillings (Bass), Corey Glover (Gesang) und Will Calhoun (Schlagzeug) fand er schließlich ein stabiles Line-up und gab der Band den Namen Living Colour. Der Bandname bezieht sich auf einen Ausspruch vor Sendungen des Kanals NBC: „The following program is brought to you in living color“ (deutsch „Das Programm wird ihnen in lebendigen Farben präsentiert“). Die Formation feierte erste Erfolge im Vorprogramm der Band The Rolling Stones, deren Sänger Mick Jagger sie häufig unterstützte. So produzierte er auch die Demoaufnahmen zu Glamour Boys und Which Way to America?, auf Grund derer die Band von Epic Records unter Vertrag genommen wurde. Außerdem übernahm er gelegentlich Background-Gesang und Mundharmonika.

### 1988–1995: Die erfolgreichen Jahre
Im Jahr 1988 veröffentlichten sie das Debütalbum Vivid, von dem unter anderem das Lied Cult of Personality als Single ausgekoppelt wurde und für das die Band 1990 den Grammy Award in der Kategorie Beste Hard-Rock-Darbietung des Jahres erhielt. Das Lied wurde ein Hit in den Vereinigten Staaten, nicht zuletzt, weil das dazugehörige Video auf MTV sehr häufig gespielt wurde, und wird auch heute noch rezipiert. So erschien es in den Computerspielen Grand Theft Auto: San Andreas und Guitar Hero III: Legends of Rock. Bei dem Lied Funny Vibe, das ebenfalls als Single ausgekoppelt wurde, sind Flavor Flav und Chuck D von Public Enemy zu hören und es gilt als ein früher Vorbote der Crossover-Strömung der 1990er Jahre, da verschiedene Stile wie Hip-Hop, Hard Rock und Funk verschmolzen werden. Das Album wurde ebenfalls ein großer Erfolg und verkaufte sich weltweit über zwei Millionen Mal. Dafür wurde es in den Vereinigten Staaten und Kanada mit einer Platin-Schallplatte ausgezeichnet. Zudem gewann die Band 1989 bei den MTV Video Music Awards die Auszeichnungen für das Best Group Video, Best New Artist in a Video und Best Stage Performance in a Video.
1989 gab es einige Probleme mit Guns n’ Roses, da Living Colour die Verwendung der Wörter „Nigger“, „Faggots“ und „Immigrants“ im Song One in a Million kritisierten. Während einer gemeinsamen Tour lieferten die beiden Bands sich Wortgefechte, in die sie das Publikum einbezogen. Die Streitigkeiten konnten nicht beigelegt werden. Das Nachfolgealbum Time’s Up erschien 1990 und wurde ebenfalls ein großer Erfolg. So gelang es der Band erstmals auch international erfolgreich zu sein und Living Colour erreichte Platz 4 der Schweizer Charts, außerdem die Top 20 der US-amerikanischen und der britischen Charts. Der Titelsong wurde 1991 mit einem Grammy Award in der Kategorie Beste Hard-Rock-Darbietung des Jahres ausgezeichnet. Auf dem Track Under Cover of Darkness ist Raplegende Queen Latifah zu hören. Auf dem Track Elvis Is Dead übernahm Little Richard den Gastgesang. 1991 erschien außerdem das Raritätenalbum Biscuits in Form einer Extended Play. Es enthielt unter anderem Coverversionen von James Brown, Jimi Hendrix, Talking Heads und Al Green. Im gleichen Jahr spielte die Band auf dem Alternative-Festival Lollapalooza.
Kurz darauf stieg Muzz Skillings aus und wurde durch Doug Wimbish ersetzt, der vorher als Sessionmusiker bereits mit Jeff Beck, Madonna und Mick Jagger gearbeitet hatte. 1993 erschien das Album Stain, das mit dem Track Ausländer einen Song mit deutschem Titel enthielt, der sich mit dem alltäglichen Rassismus beschäftigte. Der Titel wurde geprägt durch die Ausschreitungen in Rostock-Lichtenhagen 1992. Es war nicht ganz so erfolgreich wie seine Vorgänger. Während der Arbeiten an einem Nachfolger kam die Band musikalisch nicht weiter und fand keine gemeinsame Linie mehr. Als Konsequenz lösten sich Living Colour 1995 auf. Das Ende markiert das Best-of-Album Pride.

### 1995–2001: Zwischen den Jahren
Während die Band aufgelöst war, gingen die Musiker verschiedenen Projekten nach. Vernon Reid veröffentlichte 1996 das Soloalbum Mistaken Identity. Corey Glover versuchte sich ebenfalls an einer Solokarriere und veröffentlichte 1998 Hymns, das jedoch weitestgehend unbeachtet blieb. Zudem versuchte er sich, wie schon 1986 in Platoon als Schauspieler. Außerdem war er als VJ auf VH1 aktiv. Will Calhoun und Doug Wimbish gründeten die Band Jungle Funk. Zusammen mit Glover spielten sie außerdem als Headfake zusammen.

### Seit 2001: Reunion
2000 trat bei einem Auftritt von Headfake im CBGB auch Reid mit auf, so dass alle Mitglieder von Living Colour auf der Bühne waren. Wie zu erwarten, machten Gerüchte um eine Reunion die Runde und tatsächlich kehrten Living Colour 2001 zurück, um eine gemeinsame Tour zu spielen. 2003 unterschrieb die Band einen Plattenvertrag bei Sanctuary und veröffentlichte das erfolglose Album Collideøscope. Nach mehreren Kompilationen folgte 2009 das Werk Chair in the Doorway, das Platz 161 der Billboard 200 erreichte.
Ihr Song Cult of Personality erreichte seit dem 25. Juli 2011 als Einzugslied des amerikanischen Wrestlers CM Punk, der dieses Lied schon zuvor bei Ring of Honor verwendete, neue Bekanntheit. Die Band spielte diesen Song am 7. April 2013 live bei WrestleMania XXIX. In der Folge erreichten Living Colour Platz 75 der britischen Charts und platzierten sich in den Charts auf iTunes. CM Punk setzte das Lied auch bei der MMA-Liga Ultimate Fighting Championship sowie bei seinem Wrestling-Comeback bei All Elite Wrestling im August 2021 ein.
2016 erschien das Mixtape Who Shot Ya, eine Hommage an den ermordeten Rapper Notorious B.I.G. Mit Shade wurde 2017 das bisher letzte Album der Band veröffentlicht.

## Musikstil
Living Colour werden sowohl dem Alternative Metal, dem Funk Metal und dem Crossover zugerechnet. Ihre Musik lässt sich nur schwer einordnen und besteht aus diversen Elementen. Im Vordergrund steht Hard Rock, daneben sind aber auch Elemente aus Jazz, Funk, Hip-Hop und Pop zu finden. Sie kollaborierten unter anderem mit Musikern aus dem Hip-Hop-Bereich, darunter Public Enemy und Run DMC. Gerade zu Beginn waren auch die ebenfalls aus New York stammenden Bad Brains ein großer Einfluss. Textlich behandelt die Band überwiegend politische Themen. Insbesondere sind ihre Texte durch den alltäglichen Rassismus geprägt, den die Bandmitglieder als Schwarze erfahren mussten. Dabei brechen sie mit Klischees und bewahren sich einen ironischen Standpunkt. So enthielt die Debütsingle Cult of Personality Zitate bzw. Samples von Malcolm X, John F. Kennedy und Franklin D. Roosevelt; Mahatma Gandhi, Josef Stalin und Benito Mussolini fanden textliche Erwähnung. Living Colour waren Mitbegründer der Black Rock Coalition, eines Zusammenschlusses schwarzer Musiker aus dem Bereich der Rockmusik, und äußerten auf ihren Platten politische Statements auch im Hinblick auf den Status der Schwarzen in der Geschichte der Rockmusik, so z. B. den Vorwurf der Instrumentalisierung schwarzer Kultur durch die Weißen im Titel Elvis Is Dead.

## Diskografie

### Studioalben
| Jahr | Titel Musiklabel                   | Höchstplatzierung, Gesamtwochen, AuszeichnungChartplatzierungen (Jahr, Titel, Musiklabel, Platzierungen, Wochen, Auszeichnungen, Anmerkungen) | Höchstplatzierung, Gesamtwochen, AuszeichnungChartplatzierungen (Jahr, Titel, Musiklabel, Platzierungen, Wochen, Auszeichnungen, Anmerkungen) | Höchstplatzierung, Gesamtwochen, AuszeichnungChartplatzierungen (Jahr, Titel, Musiklabel, Platzierungen, Wochen, Auszeichnungen, Anmerkungen) | Höchstplatzierung, Gesamtwochen, AuszeichnungChartplatzierungen (Jahr, Titel, Musiklabel, Platzierungen, Wochen, Auszeichnungen, Anmerkungen) | Höchstplatzierung, Gesamtwochen, AuszeichnungChartplatzierungen (Jahr, Titel, Musiklabel, Platzierungen, Wochen, Auszeichnungen, Anmerkungen) | Anmerkungen                              |
| Jahr | Titel Musiklabel                   | DE | AT | CH | UK | US | Anmerkungen                              |
| ---- | ---------------------------------- | --- | --- | --- | --- | --- | ---------------------------------------- |
| 1988 | Vivid Epic Records                 | — | — | — | — | US6 ×2Doppelplatin · (76 Wo.)US | Erstveröffentlichung: 3. Mai 1988        |
| 1990 | Time’s Up Epic Records             | DE56 (8 Wo.)DE | — | CH4 (23 Wo.)CH | UK20 (19 Wo.)UK | US13 Gold · (35 Wo.)US | Erstveröffentlichung: 20. August 1990    |
| 1993 | Stain Epic Records                 | DE29 (9 Wo.)DE | AT25 (8 Wo.)AT | CH39 (4 Wo.)CH | UK19 (3 Wo.)UK | US26 (12 Wo.)US | Erstveröffentlichung: 2. März 1993       |
| 2003 | Collideøscope Sanctuary            | — | — | — | — | — | Erstveröffentlichung: 7. Oktober 2003    |
| 2009 | The Chair in the Doorway Megaforce | — | — | — | — | US161 (1 Wo.)US | Erstveröffentlichung: 15. September 2009 |
| 2017 | Shade Megaforce                    | — | — | CH25 (1 Wo.)CH | — | — | Erstveröffentlichung: 9. September 2017  |

### Livealben
- 1994: Dread (Import Japan)
- 2005: Live from CBGB’s (Legacy Recordings)
- 2005: Instant Live (Instant Live)
- 2008: CBGB OMFUG Masters: August 19, 2005 The Bowery Collection (Celluloid Records)
- 2009: The Paris Concert (In-Akustik)
- 2020: Party in my mind – Live in New Haven (Blue Cactus)

### Kompilationen
- 1995: Pride (Epic Records)
- 1998: Super Hits (Epic/Legacy Recordings)
- 1998: Play It Loud (Sony Music Distribution)
- 2005: What’s Your Favorite Color?: Remixes, B-Sides and Rarities (Sony Music Distribution)
- 2006: Everything Is Possible: The Very Best of Living Colour (Epic/Legacy Recordings)

### EPs
| Jahr | Titel Musiklabel | Höchstplatzierung, Gesamtwochen, AuszeichnungChartplatzierungen (Jahr, Titel, Musiklabel, Platzierungen, Wochen, Auszeichnungen, Anmerkungen) | Höchstplatzierung, Gesamtwochen, AuszeichnungChartplatzierungen (Jahr, Titel, Musiklabel, Platzierungen, Wochen, Auszeichnungen, Anmerkungen) | Höchstplatzierung, Gesamtwochen, AuszeichnungChartplatzierungen (Jahr, Titel, Musiklabel, Platzierungen, Wochen, Auszeichnungen, Anmerkungen) | Anmerkungen                         |
| Jahr | Titel Musiklabel | CH | UK | US | Anmerkungen                         |
| ---- | ---------------- | --- | --- | --- | ----------------------------------- |
| 1991 | Biscuits Epic    | CH32 (5 Wo.)CH | UK18 (20 Wo.)UK | US26 (12 Wo.)US | Erstveröffentlichung: 16. Juli 1991 |

Weitere EPs
- 2016: Who Shot Ya (LC Productions)

### Singles
| Jahr | Titel Album                        | Höchstplatzierung, Gesamtwochen, AuszeichnungChartplatzierungen (Jahr, Titel, Album, Platzierungen, Wochen, Auszeichnungen, Anmerkungen) | Höchstplatzierung, Gesamtwochen, AuszeichnungChartplatzierungen (Jahr, Titel, Album, Platzierungen, Wochen, Auszeichnungen, Anmerkungen) | Anmerkungen                           |
| Jahr | Titel Album                        | UK | US | Anmerkungen                           |
| ---- | ---------------------------------- | --- | --- | ------------------------------------- |
| 1988 | Cult of Personality Vivid          | UK75 Silber · (6 Wo.)UK | US13 (15 Wo.)US | Erstveröffentlichung: 14. Juli 1988   |
| 1988 | Glamour Boys Vivid                 | UK94 (1 Wo.)UK | US31 (13 Wo.)US | Erstveröffentlichung: 1988            |
| 1989 | Open Letter (To a Landlord) Vivid  | — | US82 (5 Wo.)US | Erstveröffentlichung: 1989            |
| 1989 | Glamour Boys (1989) Vivid          | UK83 (4 Wo.)UK | — | Erstveröffentlichung: 1989            |
| 1990 | Type Time’s Up                     | UK75 (6 Wo.)UK | — | Erstveröffentlichung: 1990            |
| 1990 | Solace of You Time’s Up            | UK33 (5 Wo.)UK | — | Erstveröffentlichung: 1990            |
| 1991 | Love Rears Its Ugly Head Time’s Up | UK12 (11 Wo.)UK | — | Erstveröffentlichung: 1991            |
| 1991 | Cult of Personality (1991) Vivid   | UK67 (2 Wo.)UK | — | Erstveröffentlichung: 1991            |
| 1993 | Leave It Alone Stain               | UK34 (2 Wo.)UK | — | Erstveröffentlichung: 8. Februar 1993 |
| 1993 | Ausländer Stain                    | UK53 (1 Wo.)UK | — | Erstveröffentlichung: 5. April 1993   |

Weitere Singles
- 1989: Memories Can’t Wait
- 1989: Funny Vibe (mit Flavor Flav und Chuck D)
- 1990: Elvis Is Dead
- 1992: Pride
- 1992: Fight the Fight
- 1993: Nothingness
- 1993: Bi
- 1994: Sunshine of Your Love (Cover von Cream)
- 2003: Song Without Sin
- 2009: Behind the Sun

### Beiträge für Kompilationen
- 1993: Stone Free - A Tribute to Jimi Hendrix: Crosstown Traffic
- 1993: Judgment Night OST: Me, Myself & My Microphone (zusammen mit Run DMC)
- 1994: True Lies OST: Sunshine of Your Love

### Videoalben
- 1989: Primer (VHS, Laserdisc, CBS Records, US: Gold)
- 1991: Time Tunnel (VHS, Sony Music)
- 2006: Video Hits (DVD, Sony BMG)
- 2007: On Stage at World Cafe Live (Decca Records)
- 2008: The Paris Concert (In-Akustik)

## Auszeichnungen für Musikverkäufe
| Goldene Schallplatte - Australien - 1991: für das Album Time’s Up - Kanada - 1990: für das Album Time’s Up | Platin-Schallplatte - Kanada - 1989: für das Album Vivid - Neuseeland - 1989: für das Album Vivid |

Anmerkung: Auszeichnungen in Ländern aus den Charttabellen bzw. Chartboxen sind in ebendiesen zu finden.
| Land/RegionAuszeichnungen für Musikverkäufe (Land/Region, Auszeichnungen, Verkäufe, Quellen) | Silber  | Gold     | Platin     | Verkäufe  | Quellen         |
| -------------------------------------------------------------------------------------------- | ------- | -------- | ---------- | --------- | --------------- |
| Australien (ARIA)                                                                            | —       | Gold1    | —          | 35.000    | aria.com.au     |
| Kanada (MC)                                                                                  | —       | Gold1    | Platin1    | 150.000   | musiccanada.com |
| Neuseeland (RMNZ)                                                                            | —       | —        | Platin1    | 20.000    | Einzelnachweise |
| Vereinigte Staaten (RIAA)                                                                    | —       | 2× Gold2 | 2× Platin2 | 2.550.000 | riaa.com        |
| Vereinigtes Königreich (BPI)                                                                 | Silber1 | —        | —          | 200.000   | bpi.co.uk       |
| Insgesamt                                                                                    | Silber1 | 4× Gold4 | 4× Platin4 |           |                 |